# Malesina
Il Malesina è un torrente del Piemonte che interessa la Provincia di Torino, tributario del Torrente Orco.

## Corso del torrente

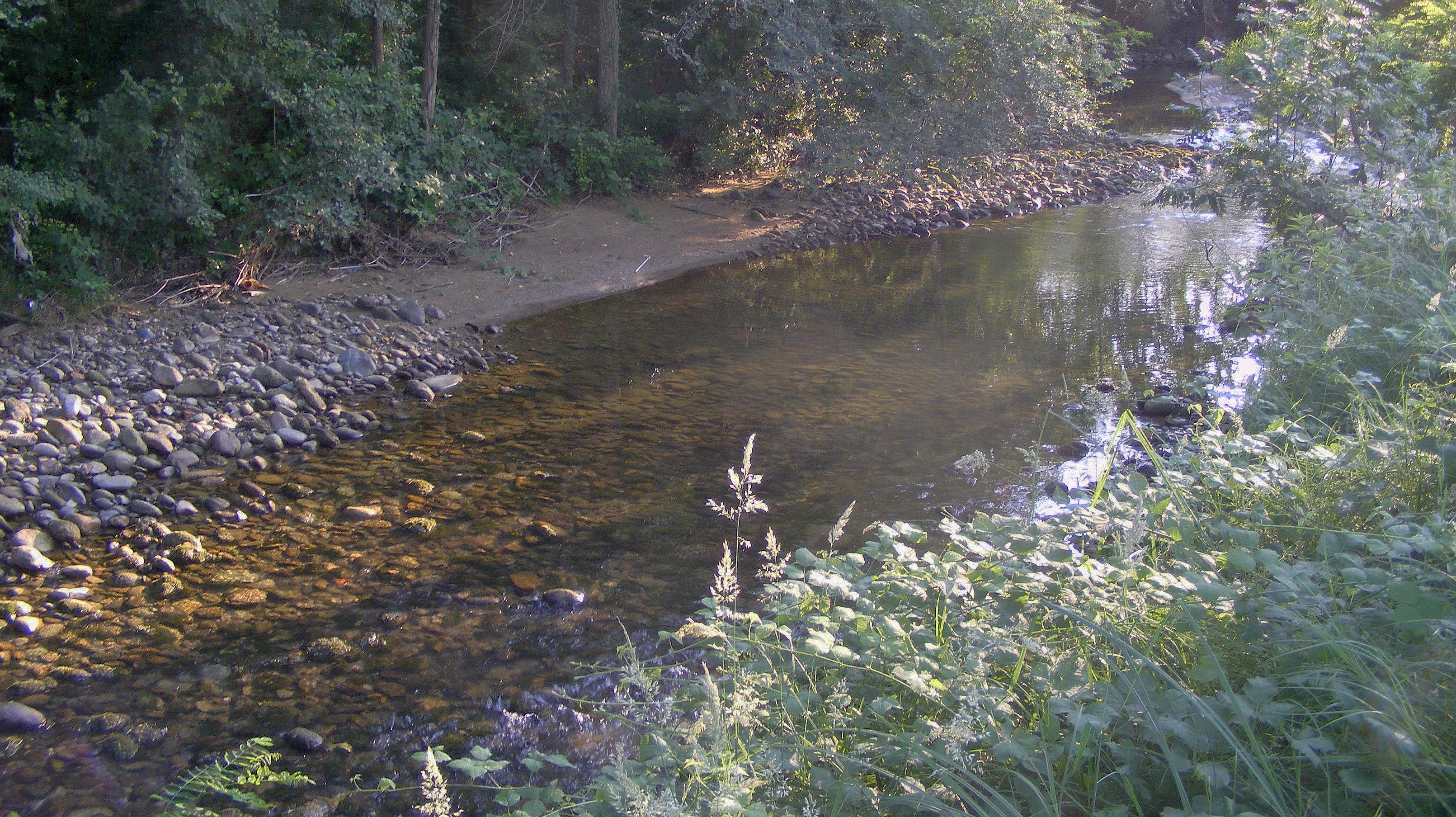
Il torrente presso San Giorgio Canavese

Nasce a circa 600 metri di quota sulle colline di Muriaglio, una frazione di Castellamonte, raccogliendo anche le acque dei rii che si formano in territorio di Vidracco nella zona ad ovest dei Monti Pelati.
Raggiunge la pianura nei pressi di Baldissero Canavese e si dirige verso sud-est andando a sfiorare il centro storico di Castellamonte.
Qui cambia decisamente direzione e, puntando verso sud-est, viene scavalcato dalla ex Strada statale 565 di Castellamonte segnando il confine comunale prima tra Bairo e Castellamonte e poi tra Ozegna e Agliè; dà anche il nome alle Cascine Malesina, una piccola frazione di Agliè.
Attraversato quindi il territorio di San Giorgio Canavese passa nei pressi di San Giusto; con orientamento ora decisamente verso sud serpeggia tra le campagne del basso Canavese avvicinandosi sempre più all'Orco nel quale confluisce in comune di Foglizzo a quota 223 m s.l.m.

Il naturale divagare del torrente e la sua portata, almeno per la maggior parte del suo corso in pianura, sono stati notevolmente modificati dall'intervento umano sia con arginature che con derivazioni a scopo irriguo.

## Affluenti
Nel suo tratto collinare il Malesina riceve l'apporto di numerosi rii e ruscelli il più significativo dei quali è quello di Val Mora, proveniente dal Bric Fillia (762 m).

Passando per la pianura canavesana interseca invece numerosi canali di irrigazione come la Gora di Agliè o la Bealera di Foglizzo; tra San Giorgio e San Giusto riceve da sinistra l'apporto del Rio Molinatto.

## Storia
Nel 1834 Goffredo Casalis scriveva del torrente che Il Malesina di frequente straripa. In esso trovansi in abbondanza piccoli pesci, ed alcune trote. Questo torrente trae seco pagliuzze di oro.